# Michael Polywka
Michael Polywka (* 6. Januar 1944 in Gleiwitz (Schlesien); † 12. Januar 2009 in Wien) war ein deutscher Fußballspieler polnischer Herkunft.

## Flucht aus der DDR
Nachdem ein Verwandter 1966 Kontakt mit ihm zu Eintracht Braunschweig herstellte, wollte er aus der DDR flüchten. Doch sein damaliger Trainer Georg Buschner ließ ihn nicht gehen, sodass Michael Polywka nach dem International-Football-Cup-Spiel gegen AIK Solna geflüchtet ist. Vom Verein wurde er für zwei Wochen auf der Insel Helgoland versteckt, bevor Polywka nach dem Rückspiel Braunschweigs gegen FC Carl Zeiss Jena als neuer Spieler vorgestellt wurde. Dennoch wurde er für die Saison 1966/67 von der FIFA gesperrt.

## Vereinskarriere

### Vorkarriere
Polywka begann seine Karriere bei den Jugendclubs des BSG Motor Raguhn, bevor er zum BSG Chemie Wolfen ging. 1962 wechselte er zum SC Motor Jena, dem späteren FC Carl Zeiss Jena, und machte dort in 27 Spielen drei Tore.

### Eintracht Braunschweig
Sein Debüt in der Fußball-Bundesliga feierte Michael Polywka  unter dem Trainer Helmuth Johannsen am ersten Spieltag der Saison 1967/68 gegen TSV 1860 München, das 0:1 verloren ging. Er wurde dabei in der 82. Minute für Wolfgang Grzyb ausgewechselt.
Sein erstes Tor schoss er am 20. April 1968 zum 2:0 beim 4:2-Sieg gegen Borussia Neunkirchen.
Insgesamt machte Michael Polywka 91 Spiele für Eintracht Braunschweig in der Bundesliga und erzielte dabei neun Tore.
Im Jahr 1971 war er in den Bundesliga-Skandal verwickelt und wurde durch den DFB zur Zahlung einer Geldstrafe in Höhe von 4400 Deutsche Mark verurteilt.

### Hannover 96
Zur Saison 1971/72 wechselte er zum Bundesligisten und Erzfeind seines Ex-Clubs Braunschweig, Hannover 96. Sein Debüt für den neuen Verein gab Polywka am ersten Spieltag der Saison am 14. August 1971 beim 1:5 gegen den FC Schalke 04, als er in der 76. Minute für Horst Berg eingewechselt wurde. Er machte acht Spiele für Hannover 96, spielte aber ab dem zehnten Spieltag nicht mehr.

### Spätere Karriere
Danach spielte Michael Polywka von 1972 bis 1976 für FC Admira in der österreichischen Fußball-Liga und erzielte in 69 Spielen drei Tore. Später spielte er noch in den Kleinstadt-Vereinen ASK Marienthal und beim ASC Leobersdorf.

## Nationalmannschaft
Bis 1963 absolvierte Polywka fünf Länderspiele für die U-18-Mannschaft der DDR, und bis 1968 absolvierte er zwei Spiele für die U-23.

## Tod
Polywka starb am 12. Januar 2009 in einem Wiener Krankenhaus, wahrscheinlich an den Folgen einer Bein-Amputation, nur wenige Tage nach seinem 65. Geburtstag.